# Camp romain de Dampierre-sur-Boutonne
Le camp romain de Dampierre-sur-Boutonne est bâti à Dampierre-sur-Boutonne, dans le département français de la Charente-Maritime en région Nouvelle-Aquitaine. 

## Historique
Le camp est inscrit au titre des monuments historiques par arrêté du 25 janvier 1945.